# Смирнова, Татьяна Георгиевна
Татьяна Георгиевна Смирнова (урождённая Шульц; 30 марта 1940, Ленинград — 6 июня 2018, Москва) — советский и российский композитор, пианистка, педагог, музыкально-общественный деятель и просветитель. Член Союза композиторов СССР / России (1969), Заслуженный деятель искусств РСФСР (1987), профессор Московской государственной консерватории имени П. И. Чайковского (1994). Дипломант международного конкурса пианистов им. Роберта Шумана (Германия, 1963). Автор более 500 произведений оперной, симфонической, камерной, хоровой, вокальной музыки.

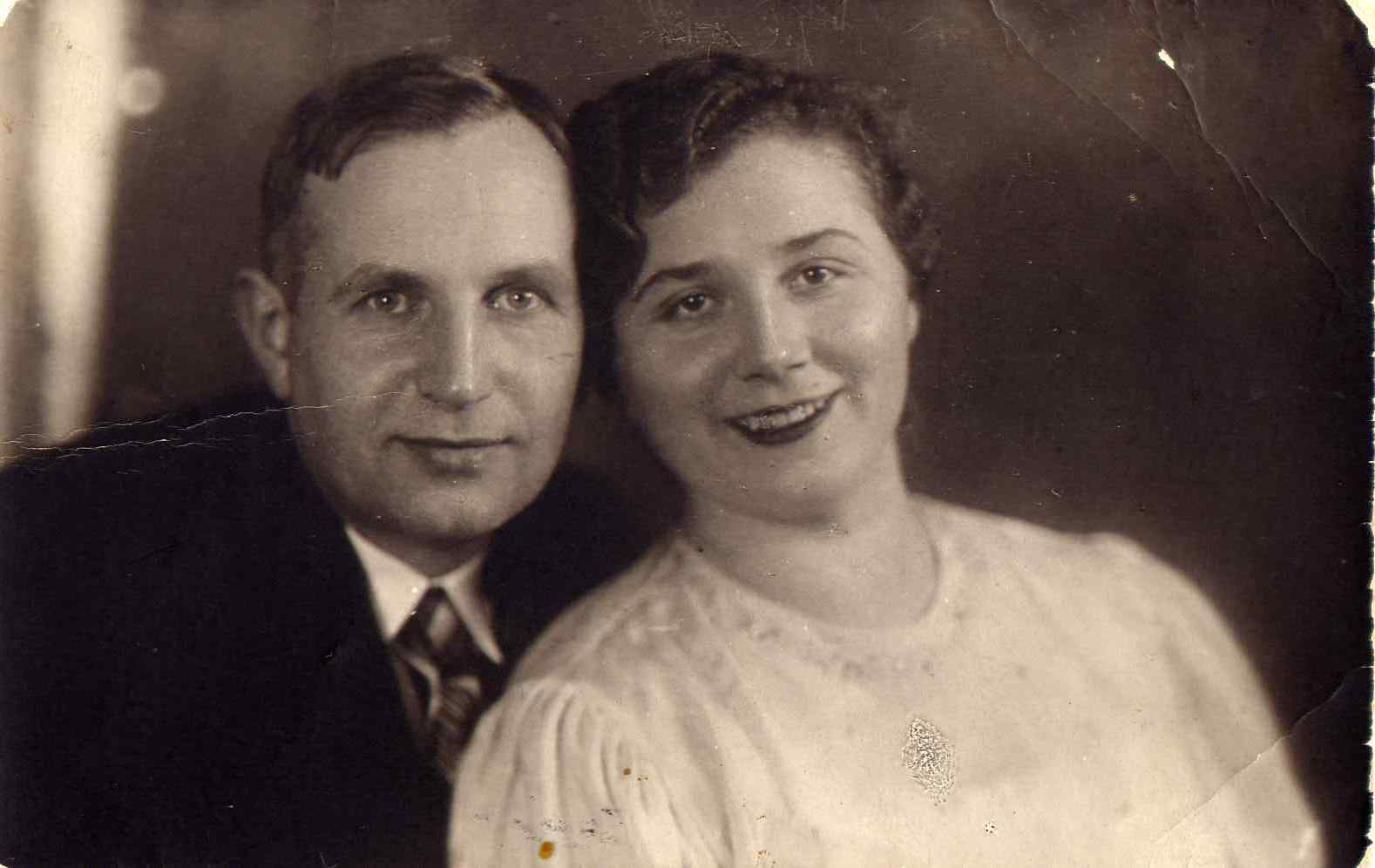
Родители композитора Татьяны Смирновой Владимир Евгеньевич Шульц и Александра Николаевна Константинова

## Биография
Родилась 30 марта 1940 года в Ленинграде, провела всю войну в блокадном городе. Мать — Александра Николаевна Константинова (31.05.1916, Ялта — 04.03.1987, Москва) — окончила музыкальную школу № 1 г. Ялты по классу фортепиано у выпускницы Парижской консерватории Куртен М.Г. и два курса по классу вокала Ленинградской консерватории у проф. Г. А. Боссе (партнёра Шаляпина, Ф.И. по сцене). Стать профессиональной певицей ей помешала война. Отец — Владимир Евгеньевич Шульц (17.11.1903, Нижний Новгород — 1942, Ленинград) — происходил из семьи немцев Поволжья. Учёный, специалист по лесному хозяйству, он погиб при невыясненных обстоятельствах на заводе в начале Великой Отечественной войны. Свою фамилию Татьяна Георгиевна унаследовала от отчима, Георгия Григорьевича Смирнова, служившего в годы войны в Кронштадте. В 1945 году семья переехала в Москву.
Т. Г. Смирнова с отличием окончила фортепианное отделение Академического музыкального училища при Московской консерватории (1960, класс А. Г. Руббаха), Московскую государственную консерваторию им. П. И. Чайковского по специальностям «фортепиано» (1965, класс Я. И. Зака) и «композиция» (1968, класс Е. К. Голубева). Занималась также (до 1966, класс Ю. А. Шапорина).

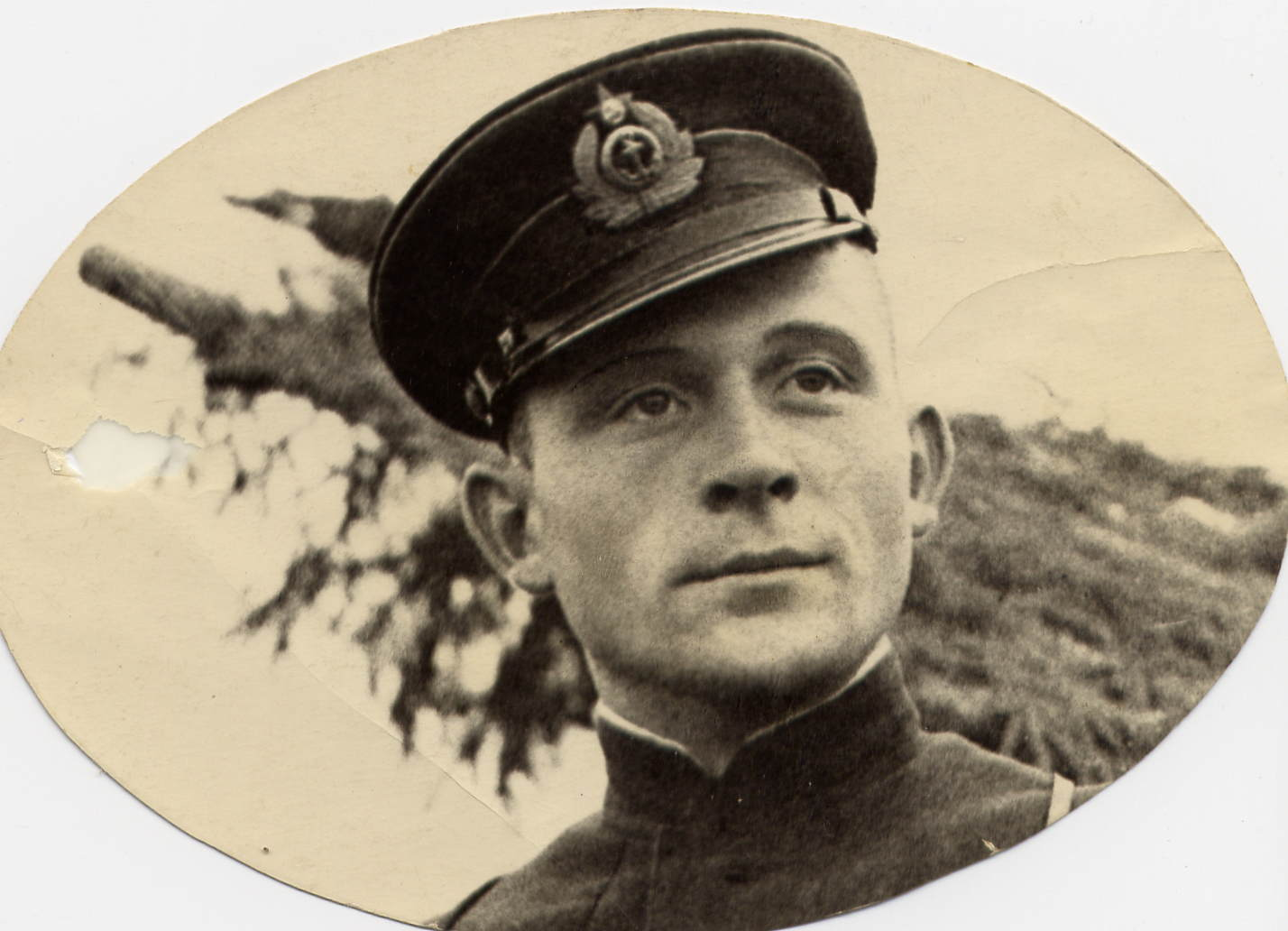
Смирнов Георгий Григорьевич отчим композитора Татьяны Георгиевны Смирновой

Умерла 6 июня 2018 года в возрасте 78 лет.

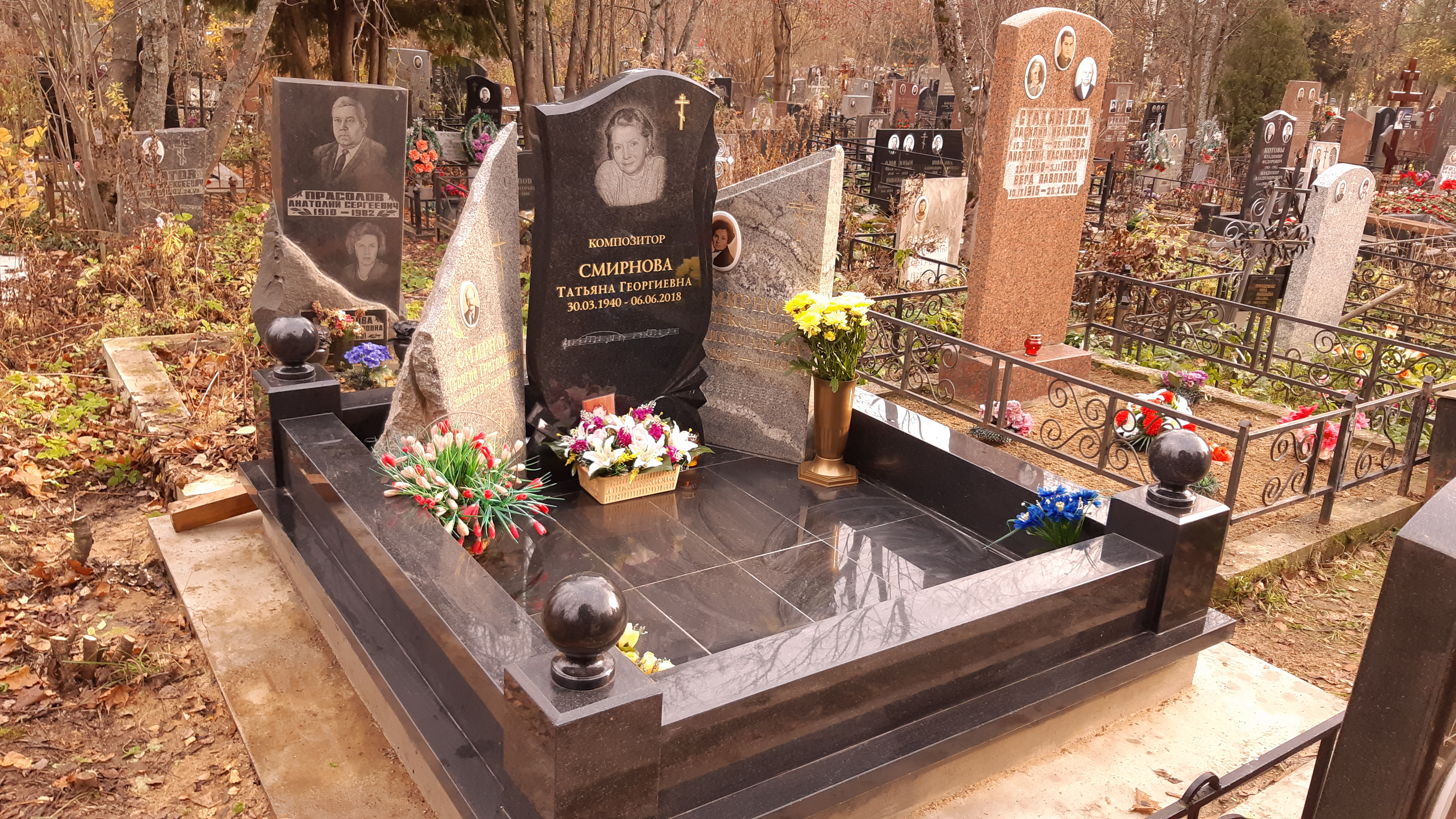
Памятник композитору Татьяне Смирновой и её родителям на Митинском кладбище

## Композиторское творчество
Оперы
- Соч. 54 № 1. «Северный сказ», опера-действо в шести картинах с прологом и эпилогом по «Сказу о Братанне» Б. Шергина и народным русским текстам для солистов, народного хора и оркестра русских народных инструментов, 1987. Клавир: М., Композитор, 1995.Афиша фольк-оперы «Северный сказ» Татьяны Смирновой

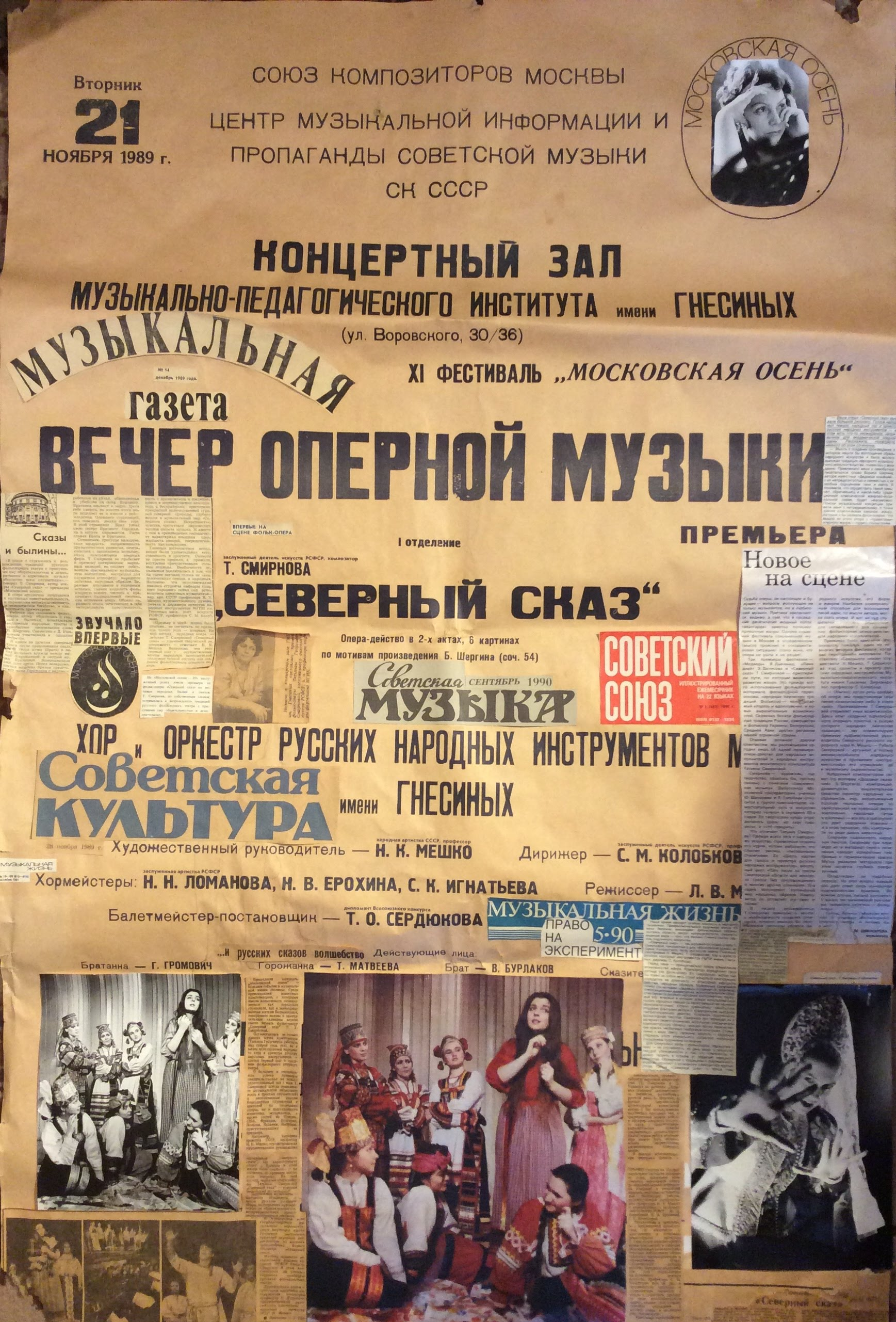
Афиша фольк-оперы «Северный сказ» Татьяны Смирновой

- Соч.79. «Сергий Радонежский», опера-оратория для солистов, двух хоров и симфонического оркестра, 1993. Клавир: М., Композитор, 2002.

Кантаты и оратории
- Соч.14. «Посвящение Ленинграду», оратория в семи частях для солистов, двух хоров и симфонического оркестра на стихи советских поэтов, 1973. Клавир: М.: Советский композитор, 1984.
- Соч.22. № 3. Кантата «И нет безымянных солдат» на стихи М. Дудина для мужского хора и ударных, 1975.
- Соч.26. «Достоинство», оратория для солистов, чтеца, хора и симфонического оркестра, стихи С. Васильева, 1975.
- Соч.27. «К свершениям», кантата на стихи О. Шестинского для хора, трубы, флейты, фортепиано и ударных, 1975.
- Соч.34. «На рассвете», кантата-плакат на слова В. Викторова, 1976. Вариант для детского хора, трубы, малого барабана и фортепиано. Партитура: М., Советский композитор, 1979.
- Соч.45. «Хиросима», кантата-баллада для солистов, хора, ударных и фортепиано на стихи Л. Кондрашенко, 1979.
- Соч.49 № 1. «Солнцу навстречу», кантата в восьми частях для двух солистов, двух чтецов, детского хора и симфонического оркестра на стихи К. Ибряева, 1980. Клавир: М., Советский композитор, 1986.(авторский сборник).
- Соч.49 № 2. «Солнечная кантата» для детского хора, ансамбля арф и оркестра русских народных инструментов на стихи К. Ибряева, 1980. Клавир: М., Советский композитор, 1986. (авторский сборник).
- Соч.68№ 3. «Январская кантата» для хора, фортепиано и ударных на стихи Н. Рубцова, 1988.
- Соч.77 № 2. «Поморы», кантата для народного голоса и оркестра русских народных инструментов, 1992.

Хоровая музыка
- Соч.7 № 3. «Поэма» для смешанного хора на стихи И. Грудева. М., Советский композитор, 1981.
- «Русская сюита» для смешанного хора a capella, меццо- сопрано и баритона.
- «Слава героям» приветственный кант для женского хора a capella слова народные.
- Соч.8 № 1. «Акварели», цикл в четырёх частях для детского или женского хоров на стихи советских поэтов, 1969. М., Музыка, 1975.
- Соч.10 № 1. «Не шумите дубравы» для смешанного хора стихи Ю. Меньшикова
- Соч.15 № 1. «Весенние голоса», цикл хоров на стихи советских поэтов. М., Советский композитор, 1979.
- Соч.16 № 1. «Песни дружбы», слова народные. М. Советский композитор,1979, 1981.
- Соч.22 № 1. «Северные песни» для смешанного хора без сопровождения, слова народные, 1973. М., Советский композитор, 1980.
- Соч.22 № 2. Обработка туркменской песни для смешанного хора.
- Соч.22 № 4. «Героям посвящается», концерт для ансамбля солистов и хора без сопровождения на стихи Н. Брауна, 1975. М., Советский композитор, 1980.
- Соч.24 № 3. «Цветные песенки» для голоса, хора, фортепиано, флейты и ударных. М., Музыка, 1978. Песня «Весна» на стихи М. Исаковского. М., Советский композитор, 1986.
- Соч.28. «Болгарские эскизы» для смешанного хора без сопровождения на стихи болгарских поэтов, 1976. М., Советский композитор, 1980.
- Соч.35. «Весенние хороводы», цикл для детского хора. 1977. М., Советский композитор, 1983;1986.
- Соч.50 № 2. «Закликание весны», хоровой цикл в шести частях на стихи А. Блока и народные тексты, 1981. М., Советский композитор, 1982—1984 (II, IV, VI части).
- Соч.55 № 2. «Пою о Родине», цикл хоров без сопровождения для народного хора:Композитор Татьяна Смирнова

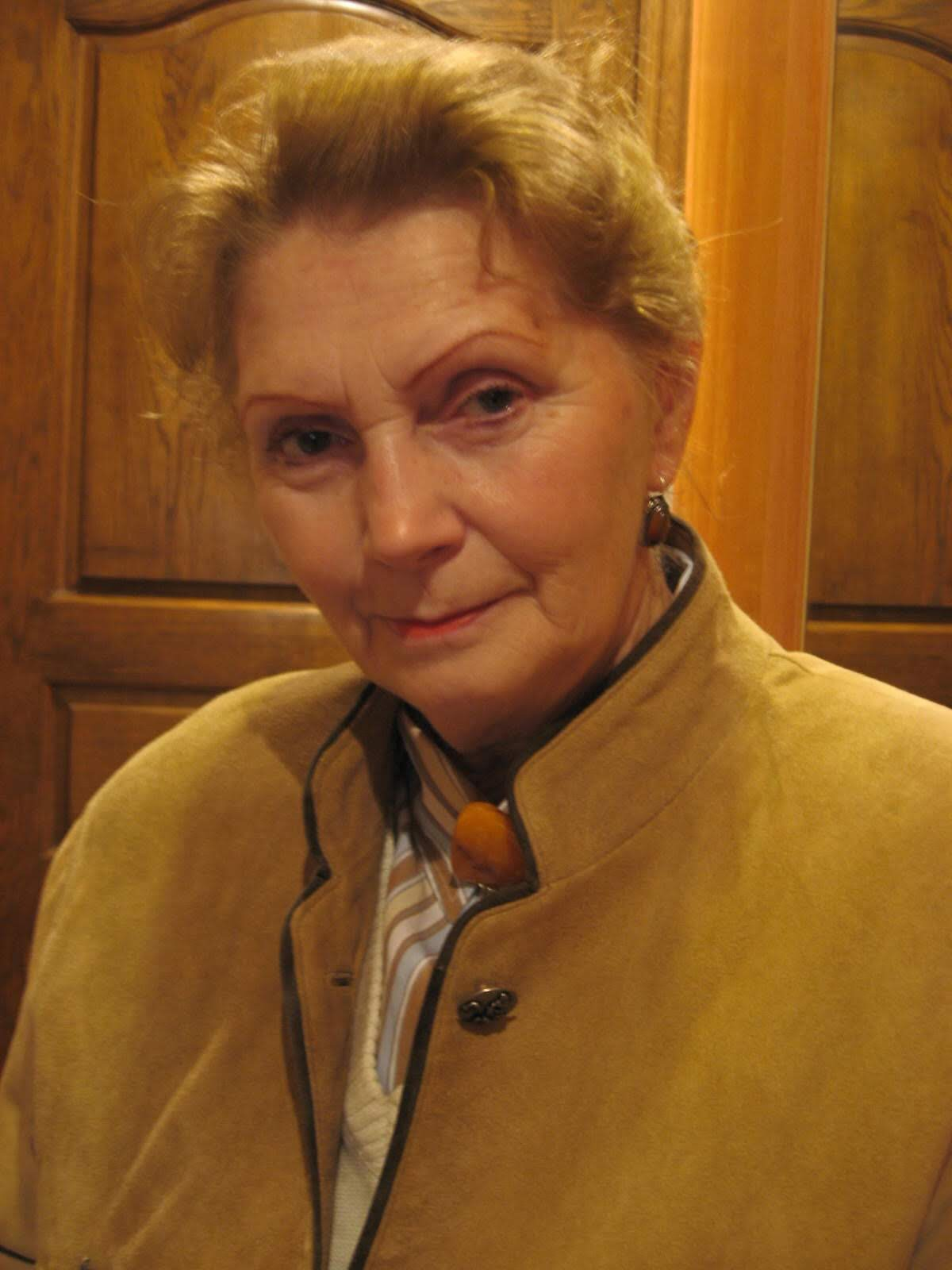
Композитор Татьяна Смирнова

1). «Русь», стихи И. Никитина; 2). «Здравица Москве», слова народные; 3). «Здравица Архангельску», стихи Д. Ушакова; 4). «Пою о России», стихи Р. Казаковой; 5) «Родина — мать», стихи Д. Ушакова. М., Советский композитор, 1986.
- Соч.58. Семь хоров на стихи А. Пушкина для смешанного хора без сопровождения, 1983. М., Советский композитор, 1991.
- Соч.62 № 3 Хореографическая сценка для женского хора и ОРНИ, 1985.
- Соч.62 № 4 Хоры на народные слова 1. На солнечном всходе 2. Жавороночки 3. Выводил её батюшка, 1985. М., Советский композитор 1987.
- Соч.62 № 6. «Цвети, страна моя» для хора мальчиков, женской группы народного хора и оркестра (партитура), 1985.
- Соч.66 № 1. Пять хоров на стихи И.Токмаковой для детского хора а cappella. 1987. М., Советский композитор 1988.
- Соч.66 № 2. «Два разговора» для детского хора и фортепиано,1987. М., Советский композитор 1989.
- Соч. 66 № 3. Четыре хора на стихи советских поэтов: 1. Ручной лебедь 2.Плотник 3.Минута 4 Скамейка, 1987.
- Соч. 66 № 4. «Родина — мать» на стихи Д.Ушакова для тенора и смешанного хора а cappella (вариант для женского народного хора), 1987.М., Советский композитор 1989.
- Соч.68 № 1. «Пять стихотворений А. Блока» для детского хора a capрella, 1988.
- Соч.68 № 2. «Весенние песни» на стихи А. Фета для детского хора a capрella, 1988.
- Соч.71 № 1. «Посвящение» (Стевану Мокрянцу) на стихи Д. Стоичича для смешанного хора a сappella, 1988.
- Соч.71 № 2. «Цветок и огонь», поэма для двух солистов и смешанного хора a cappella на стихи Д. Стоичича перевод Н. Поповича, 1988.
- Соч. 71 № 3. Пять хоров на народные тексты для фольклорных групп: 1.Соловьюшка, соловей 2.Шумит- болит головушка 3. Собирала Настасьюшка 4. Что не заинька тропы тропил 5. Погляди- ка в чисто поле. 1988.
- Соч.72 № 1. Концерт для хора на канонические тексты в четырёх частях (памяти родителей), 1989.
- Соч.93 № 2. «Глория» («Gloria») для смешанного (детского) хора, фортепиано, ударных, 2005.
- Соч.101. «Стихира» на канонические тексты для детского (женского) хора без сопровождения, 2011.
Концерты, симфонии
  - Соч.4. Концерт-поэма для фагота и струнного оркестра, [не позднее 1969].
  - «Бурлеска» для флейты и камерного оркестра (партитура)
  - Соч.6 № 3. Полифонический концерт для органа, духовых и литавр, [1-я редакция без органа не позднее 1980, 2-я редакция 2000-е годы].
  - Соч.15 № 2. Детская сюита для симфонического оркестра, 1973.
  - Соч.25. Адажио памяти Д. Д. Шостаковича для струнного оркестра, 1975. М., Музыка, 1978.
  - Соч.32. Концерт для домры с оркестром, 1976. М., Музыка, 1981.
  - Соч.33. Концерт № 1 для фортепиано и духового оркестра, 1976.
  - Соч.37. Концерт-симфония для тубы с оркестром в трёх частях, 1977. (2 редакция — 2003).
  - Соч.39. Концерт для флейты, струнных и клавесина в трёх частях, 1978.
  - Соч.44. Концерт № 2 для фортепиано с оркестром, 1979.
  - Соч.47. «Музыка моря», концерт-симфония для духовых, арфы, контрабаса и ударных, 1979.(вариант для симфонического оркестра 1985).
  - Соч.48. «Воспоминание о вальсе», хореографическая поэма для духового оркестра, 1980.
  - Соч.51. Концерт для скрипки с оркестром (клавир), 1981.
  - Соч.52. Концерт для трубы с оркестром в трёх частях, 1981.
  - Соч.54 № 2."Посвящение Москве", сюита для оркестра русских народных инструментов, 1982.
  - Соч.54 № 3. «Земля Российская», сюита для оркестра русских народных инструментов: 1. «Русь», 2. «Белгородские наигрыши», «Сибирь могучая», 1982.
  - Соч.55 № 1. «Родина», увертюра для духового оркестра, 1983.
  - Соч.55 № 4. Концертная сюита в трёх частях для оркестра народных инструментов: 1. «Русский хоровод» 2. «Под звуки тарантеллы» 3. «Вальс», 1983.
  - Соч.60. «Приветственный концерт» для 2 флейт, 2 гобоев, 2 валторн и струнного оркестра в трёх частях: 1.Увертюра 2.Ария 3.Финал, 1984.
  - Соч.61. № 1. «Гимн миру» («Гимн Отечеству»), торжественная музыка для духового оркестра по заказу для Красной площади Н.Михайлова, 1984. (Вариант для смешанного хора а cappella) стихи А.Прокофьева
  - Соч.64. Концерт-симфония для гобоя и камерного оркестра, 1986.
  - Соч.65. Концерт-симфония для виолончели и камерного оркестра, 1987 (вторая редакция — 1999).
  - Соч.76 № 1. «Сын человеческий», концертная симфония для квинтета медных, челесты, фортепиано и ударных в пяти частях, 1991.
  - Соч.77. № 1. «Скоморохи», пьеса для оркестра русских народных инструментов, 1992.
  - Соч.80. «Музыка гор», концертная симфония для духовых, арфы, контрабаса и ударных, 1994.
  - Соч.81. «Прекрасны вы, брега Тавриды», концертная симфония для духовых, арфы, контрабаса и ударных, 1995.
  - Соч.87. «Эдвард-фантазия» для фортепиано с оркестром, 1997.
  - Соч.96 № 2. «Intrada» для 6 труб, колоколов и литавр (к 140-летию МГК имени П. И. Чайковского), 2006. Композитор Татьяна Смирнова на концерте в Большом зале Московской консерватории

Камерно-инструментальная музыка

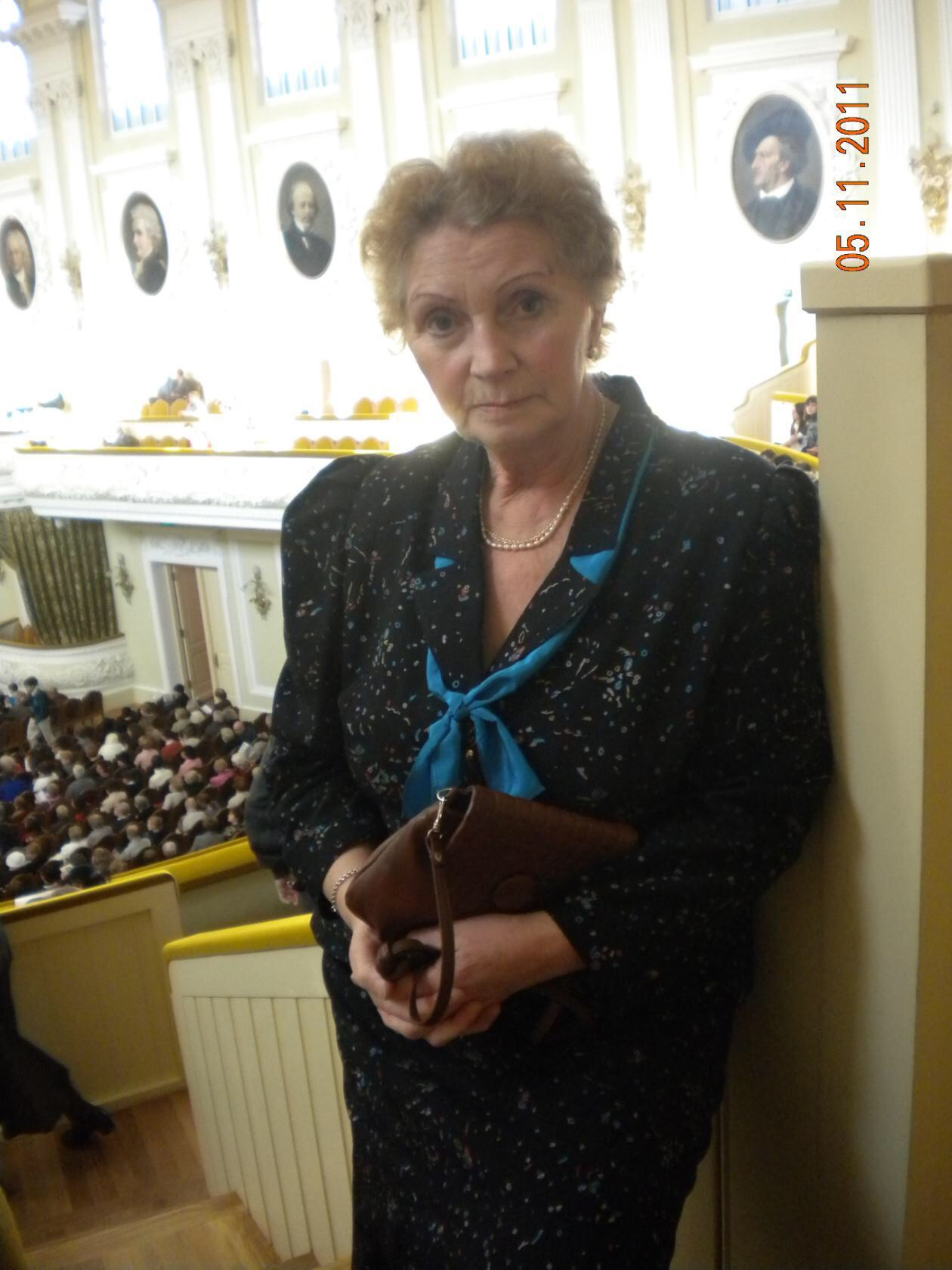
Композитор Татьяна Смирнова на концерте в Большом зале Московской консерватории

- Соч.1 № 1. Сюита для фагота и фортепиано,1963. М., Музыка, 1965.
- Соч.1 № 2. «Один день», сюита для арфы соло.1963 М., Музыка, 1966.
- Соч.2 № 1. «Детская музыка» 6 пьес для фортепиано (1.Шалун 2.Каприз 3.Жалоба 4. Игра в прятки 5.Экспромт 6.Обида.) М., Советский композитор, 1966.
- «Toccata, Chor, Fuga» для органа solo
- Соч.2 № 3. Сюита для квинтета духовых, 1964.
- Соч.3 № 2. Сюита № 2 для фагота и фортепиано М., Советский композитор, 1970.
- Соч.5 № 1. Соната-поэма для скрипки и фортепиано, 1965. М., Советский композитор, 1972. Пластинка 1981.
- Соч. 5 № 2. «Шесть эскизов» для скрипки и фортепиано, 1966[?]. М., Советский композитор, 1982.
- Соч.5 № 3. «Тихая беседа», 2 этюда, 2 полифонические пьесы для фортепиано. М., Советский композитор, 1981.
- Соч.6 № 1. Соната для арфы соло. М., Музыка, 1972.
- Соч.6 № 2. Сюита для флейты и фортепиано. М., Музыка, 1979 (4 часть).
- Соч.7 № 1. Соната-баллада для трубы и фортепиано. М., Советский композитор, 1976. Пластинка 1977.
- Соч.7 № 2. Соната для фортепиано № 1, 1969. М., Советский композитор, 1980.
- Соч.8 № 2. «Шесть пьес в народном стиле» для фортепиано. М., Музыка 1975—1976.
- Соч.8 № 3. Три пьесы для валторны и фортепиано, 1970. М., Музыка, 1971.
- Соч.9 № 1. «Детская тетрадь» для фагота и фортепиано. М., Музыка 1972.
- Соч.9 № 2. «Детская тетрадь» для арфы М., Музыка 1977. в сборнике «Школа для арфы».
- Соч.9 № 3. Детская тетрадь" для флейты и фортепиано.
- Соч.9 № 4. «Детская тетрадь» для гобоя и фортепиано. М., Советский композитор.
- Соч.9 № 5. «Детская тетрадь» для скрипки и фортепиано № 2 М., Советский композитор 1974—1976. Рикорди (Италия) пьеса «Песня» 1980.
- Соч.10 № 2. Соната «Наигрыши» для гобоя и фортепиано, 1969. М., Советский композитор, 1978.
- Соч.13. 60 этюдов-пьес на русские народные темы в трёх тетрадях для фортепиано, 1972. М., Советский композитор, 1974; 1979.
- Соч.15 № 5. «Импровизация» для флейты соло. 1971. М. Музыка, 1979.
- Соч.16 № 3. «Маленькая сюита» для двух фаготов; «Диалоги» для двух фаготов
- Соч.16 № 4. Партита для скрипки, флейты, гобоя, виолончели и клавесина в четырёх частях, 1975. М., Советский композитор, 1983. Импровизация для скрипки, фагота и ударных
- Соч.18 № 1. Три пьесы для двух труб («Фанфары», «Прелюдия», «Фугетта»), 1972.
- Соч.18 № 2. «Вечерние игры» для квартета валторн в четырёх частях, 1974. М., Советский композитор, 1983.
- Соч.18 № 3. «Скоморох», картина для флейты, гобоя, скрипки, виолончели и клавесина, 1973. 2-я редакция: Концертино («Скоморох») для скрипки и фортепиано, 1976. 3-я редакция: «Скоморохи». Концертино для домры с оркестром (фортепиано)[не позднее 1973].
- Соч.18 № 4. «Юмореска» для тубы и фортепиано, 1976.
- Соч.19 № 1. Сюита для тромбона и фортепиано в 6 частях (записано студией училища в г. Кошице ЧССР) М. Музыка 1974,1975.
- Соч. 20 № 1. «Юношеская сюита» для трубы и фортепиано, 1973.
- Соч. 20 № 2. «Рапсодия» для арфы соло 1973.
- Соч. 24 № 1. Сюита в трёх частях для балалайки и фортепиано, 1976.
- Соч.24 № 2."Родные напевы" для квартета народных инструментов, 1976. М., Музыка, 1978.
- Соч.24 № 4. Пьеса для трубы и тромбона. М., Советский композитор, 1986.
- Соч.29. Концертная сюита в пяти частях для духового квинтета, 1976. М., Советский композитор, 1982.
- Соч.30 № 1. «Сюита танцев» для домры и ф-но в пяти частях: «Менуэт», «Тарантелла», «Русский хоровод», «Воспоминание о вальсе», «Сегидилья», 1976. М., Советский композитор, 1979.
- Соч.30 № 2. «Сюита» (Концертный дуэт) для флейты и домры, М., Музыка, 1980.
- Соч.31 № 2. «Ария- вокализ» для трубы и фортепиано, М., Советский композитор, 1979.
- Соч.36 № 1. «Японские акварели», цикл в пяти частях для скрипки, флейты, гобоя, виолончели и клавесина, 1977. М., Советский композитор, 1980.
- Соч.36 № 2. «Японские акварели», цикл в семи частях для 2 скрипок, флейты, гобоя, виолончели, альта, контрабаса и клавесина, 1997.
- Соч.38 № 1. Концертный дуэт для флейты и домры. М., Музыка, 1980.
- Соч.38 № 2. Партита для квинтета медных духовых в восьми частях, 1978.
- Соч.40 № 1. Диптих для квинтета духовых и ударных, 1978.
- Соч.40 № 2. Маленький триптих № 1 для флейты, кларнета и фагота, 1978. London «Boosey & Hawkes», 1987.
- Соч.41 № 1. «Хороводы» для двух фортепиано, 1978.
- Соч.41 № 2. Маленький триптих для флейты, кларнета и фагота, 1978.
- Соч.43 № 1. Концертные вариации для домры соло. 1978. М., Советский композитор, 1981.
- Соч.43 № 2. Сюита для квартета труб, 1978. М., Советский композитор, 1984.
- Соч.43 № 3. «Легенда» для валторны и фортепиано, 1978.
- Соч.43 № 4. Тема с вариациями для фортепиано,1978.
- Соч.43 № 5. «Вариации» для фортепиано, 1978. М., Советский композитор, 1982.
- Соч. 43 № 6. Сказ-соната для тубы и фортепиано, 1978. М., Советский композитор, 1983.
- Соч.46. «Диалоги» для фагота и фортепиано (вариант для саксофона и фортепиано). 1979.
- Соч.53 № 1. Сюита для квартета народных инструментов, 1980.
- Соч.53 № 2. Детская тетрадь для контрабаса и фортепиано,1980.
- Соч.53 № 4. По мотивам народных мелодий (12 пьес для домры и фортепиано), М., Музыка 1986.
- Соч.54 № 4. «Хоровод дружбы» для ОРНИ — партитура, М., Советский композитор 1986.
- Соч.55 № 3. «Воспоминания» — цикл из 5 пьес для дуэта гитар, 1983.
- Соч.56. «Багатели» для флейты и фортепиано в трёх частях, 1983. Paris, Leduc, 1986.
- Соч.57 № 1. Соната № 1 для скрипки соло, 1983. М., Советский композитор, 1989.
- Соч.57 № 2. Соната № 2 для скрипки соло, 1983. М., Советский композитор, 1987.
- Соч.57 № 3. «Adagio» и «Allegro» для 2-х скрипок, 1983.
- Соч.59 № 1. «Арабески» для фагота соло, 1984. М., Советский композитор, 1985.
- Соч.59 № 2. «Каприччиозо» для гобоя соло,1984. М., Советский композитор, 1985.
- Соч.59 № 3. «Ария» и «Скерцо» для кларнета (саксофона) соло, 1984.
- Соч.59 № 4. «Терцет» для гобоя, кларнета и фагота, 1984.
- Соч.61 № 2. Три концертные пьесы для трубы и фортепиано, 1984.
- Соч.62 № 1. «Серенада весне», трио для гобоя, виолончели и фортепиано, 1985.М., Советский композитор, 1990.
- Соч.62 № 2. «Дивертисмент» для гобоя, виолончели и арфы, 1985. Вариант: для гобоя, виолончели и фортепиано.
- Соч.63. «На родине Гарсиа Лорки», три поэмы для гитары соло,1986. М., Советский композитор, 1988.
- Соч.69. «Посвящение Д. Скарлатти» для фортепиано, 1988. М., Композитор, 2009.
- Соч.72 № 2. Партита для виолончели и фортепиано в трёх частях: 1.Каприччиозо 2. Интермеццо 3. Токкатина- скерцо, 1988. М., Музыка, 2011.
- Соч.75. Соната-монолог для скрипки соло, 1990.
- Соч.76 № 2. «В Лумшорах», семь пьес для саксофона (флейты) и фортепиано, 1991.
- Соч.78 № 1. «Сакура цветет», для флейты соло, 1992.
- Соч.78 № 2. «Эос» для гобоя соло, 1991.
- Соч.82. Музыкальная версия (моноспектакль) поэмы С. Есенина «Черный человек» для чтеца, гобоя, контрабаса и фортепиано, 1995.
- Соч.83. Соната-мистерия для фортепиано (посвящение И. Бунину и русской эмиграции), 1996.
- Соч.84. «Венок сонетов» для фортепиано (посвящение Адаму Мицкевичу и Фридерику Шопену), 1995. М., Композитор, 2009.
- Соч.85 № 1. «Зов сирен» для арфы и гобоя, 1996.
- Соч.85 № 2. «Seirenes» («Сирены») для арфы соло, 1996.
- Соч.86. «Язык цветов», цикл для арфы соло в пяти частях, 1996.
- Соч.88 № 1. «Медитации» для камерного ансамбля с арфой в 6 частях, 1998.
- Соч.88 № 2. «Время цветения хризантем» для флейты, арфы и чтеца (стихи К. Бальмонта и древних японских поэтов), 1998.
- Соч.89 № 1. «В весеннюю ночь», фантазия для трех флейт и треугольника, 1998.
- Соч.89 № 2. «Ароматы утра» для двух флейт и фортепиано, 1999.
- Соч.89 № 3. «Скерцо» для двух флейт и ф-но, 1999.
- Соч.90. Музыкальная версия поэмы А. Пушкина «Бахчисарайский фонтан» для чтеца и пианолы Kurzweil в семи частях (вариант «Легенды Бахчисарая» — для чтеца и фортепиано в 5 частях), 1999. М., Композитор, 2009.
- Соч.91 № 1, 2, 3. «Романтические послания» (А. Дворжаку, В. А. Моцарту, С. Рахманинову), цикл пьес для арфы и виолончели 1999. Вариант: для виолончели и фортепиано.
- Соч.91 № 4. «Романтическое послание Ф. Шопену» для фортепиано, 2001. М., Композитор 2009.
- Соч.92. «В стране фьордов» для фортепиано, (Маленький триптих Э.Григу) 1. Северный напев 2. Тролль — скрипач 3. В горах Лаэрдаля 2003. М., Композитор, 2009.
- Соч.93 № 1. «Видения» для саксофона-сопрано (кларнета) и фортепиано 2003.
- Соч.94. «Персидские мотивы», цикл арабесок в пяти частях для флейты, арфы, виолончели и чтеца (стихи О. Хайяма и С. Есенина), 2005.Татьяна Смирнова «Адажио памяти Д. Д. Шостаковича» для струнного оркестра. Дирижёр Константин ОрбелянКомпозитор Татьяна Смирнова на премьере «Персидских мотивов» в Московской консерватории

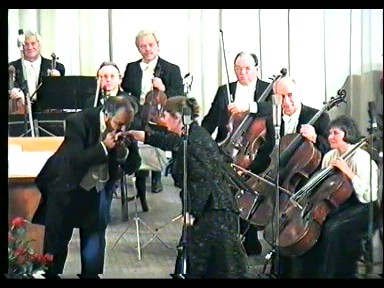
Татьяна Смирнова «Адажио памяти Д. Д. Шостаковича» для струнного оркестра. Дирижёр Константин Орбелян

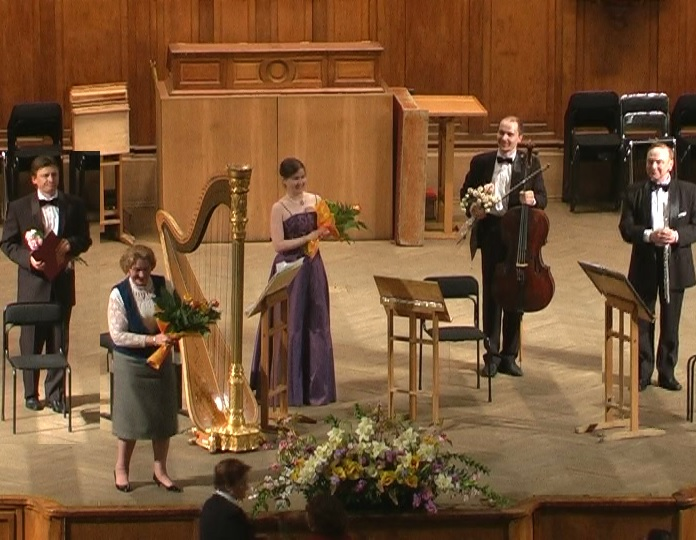
Композитор Татьяна Смирнова на премьере «Персидских мотивов» в Московской консерватории

- Соч.95. «Вести из Зальцбурга» для флейты и фортепиано 2006 (к 250-летию В. А. Моцарта).
- Соч.98. «Рождественский альбом» для фортепиано в 4 руки, в 9 частях, 2007.
- Соч.100. «Осенние эскизы» для чтеца, сопрано, гобоя, виолончели и фортепиано в трёх частях на стихи С. Есенина, 2010.
- Соч.102. «Причуды» для трёх гобоев в четырёх частях, 2012.
- Соч.103. «Романтическое послание» Р. Шуману для виолончели и фортепиано в трёх частях: 1. Прелюдия 2.Хорал 3 Фантастическое скерцо, 2012.
- Соч.106. «Dies irae», концертная фантазия для трубы и фортепиано. 2017.
- Соч.107. «Истории из жизни», партита для органа в пяти частях, 2018.

Вокальная музыка
• Соч.1 № 3 «Луч на ладони»- 2 романса для сопрано и фортепиано на стихи В.Реймериса и Л.Ошанина. М., Музыка 1973.
• Соч.2 № 2 Баллада «Памяти героев Балтики» для мужского голоса и фортепиано 1965.
- Соч.3 № 1. Вокальный цикл «Из японской поэзии» для меццо-сопрано и фортепиано. М., Музыка, 1978.
- Соч.11 № 1. Сборник романсов «Лирическая тетрадь» на стихи советских поэтов, 1969.
- Соч.11 № 2. «Игрушки» стихи А.Барто, 1969.
- Соч.12.№ 1. «Шесть картин из русской народной поэзии» для голоса и фортепиано,1970. М., Советский композитор, 1977. Версия для женского голоса и оркестра русских народных инструментов (1976). Версия для голоса и симфонического оркестра.
- Соч.12 № 2,3. Песни на стихи А.Ахматовой для голоса и фортепиано, 1970.
- Соч.15 № 3. две обработки народных песен, 1970.
- Соч.21 № 1. «Песни России», вокальный цикл в пяти частях на стихи Д. Кедрина для баритона и фортепиано, 1974. М., Советский композитор, 1979.
- Соч.23. «Семь стихотворений Гарсиа Лорки» для голоса и фортепиано, 1975. М., Советский композитор, 1985. Версия для солиста, скрипки, фортепиано и ударных.
- Соч.31. «Пять песен на народные слова Смоленской области» для женского голоса без сопровождения, 1976. М., Советский композитор, 1982.
- Соч.42. «Кармен», вокальный цикл на стихи А. Блока для голоса и фортепиано, 1978.
- Соч.48 № 2. Четыре песни на стихи Татаринова для народного голоса и фортепиано,1980. М., Советский композитор 1984.
- Соч.50 № 1. «Лирика А. Блока», цикл романсов в двенадцати частях для голоса и фортепиано, 1981. М., Советский композитор, 1985.
- Соч.53 № 3. Романс на стихи Р.Гамзатова ля баса и фортепиано, М. Советский композитор 1985.
- Соч.62 № 5. «Снежки белые, пушистые» для народного голоса соло, 1985 М. Музыка 1986.
- Соч. 67. «Шиповник цветёт», вокальный цикл на стихи Анны Ахматовой, 1987. М., Советский композитор, 1990.
- Соч.70 № 1. «Семь стихотворений А. Фета», вокальный цикл для голоса и фортепиано, 1988.
- Соч.70 № 2. «Silentium» для меццо- сопрано и фортепиано на стихи Ф. Тютчева, 1988.
- Соч.73. «К другу», цикл в пяти частях на стихи Н. Гумилева для голоса и фортепиано, 1989.
- Соч.74. «Кто же ты, чаровница моя?», цикл в семи частях на стихи Ф. Сологуба для голоса и фортепиано в 7 частях, 1990.
- Соч.85 № 1. Сонет на слова Данте, перевод с итальянского А. Эфроса. М., Музыка, 1985.
- Соч.97. «Итальянская тетрадь» в трёх частях для сопрано и фортепиано, 1987. 2-я редакция — цикл в пяти частях, 2008.
- Соч.99. «Silentium» для голоса и контрабаса (виолончели), 2008.
- Соч.104 № 1. «Vocalissimo» для голоса и виолончели в трёх частях, 2013.
- Соч. 104 № 2. «Vocalissimo», цикл в пяти частях для голоса, виолончели и контрабаса, 2013: 1). «Silentium» для голоса и контрабаса; 2). «Sardana marcato» для голоса и виолончели; 3). «Intermezzo rubato» для виолончели и контрабаса; 4). «Dolce legato» для голоса и виолончели; 5). «Scherzo pizzicato» для голоса, виолончели и контрабаса.

Музыка для детей
• Соч.15 № 4. Музыка к сказке «Дудочка». М, Музыка, 1973.
• Соч.16 № 2. Музыка к новогодним представлениям для детских садов (журнал Дошкольное воспитание)

- Соч.17 № 2. «Незнайка на Луне», музыка к спектаклю Московской государственной филармонии.
- Соч.17 № 3. Музыка к сказке «Лягушка-путешественница» (Две песенки). М. Советский композитор. 1975.
- Соч.22 № 3. Музыка к сказке «Утро» М. Советский композитор 1975. Музыка 1981.

Музыка к к/ф и мультипликационным фильмам
- «Дружба врозь», 1972. Режиссёр, сценарист Ю. Калишер.
- «Как кошка с собакой», 1973. Режиссёр Ю. Калишер.
- Соч.21 № 2 Музыка к/ф «Тобик и Толик», 1974. (Т/О «Экран») Режиссёры В. Голиков и М. Лубянникова.
- Музыка к к/ф «Тося» («Снежки белые» для народного голоса соло) (Мосфильм).

Транскрипции
- Прокофьев С. «Концертино» для виолончели и оркестра соч.132. Транскрипция для виолончели и фортепиано, 1997. London, «Boosey & Hawkes», 1999.
- Сметана Б. «Сувенир из Богемии». Транскрипция для флейты и фортепиано, 2006.
- Шуберт Ф. «Два вальса». Транскрипция для флейты и фортепиано, 2006.
- Дебюсси К. Романс соч. 79 № 1. Транскрипция для флейты и фортепиано. М., Музыка, 2008.
- Дебюсси К. «Фавн» соч. 104 № 2. Транскрипция для флейты и фортепиано. М., Музыка, 2008.
- Дебюсси К. «Чудесный вечер» соч. 6. Транскрипция для флейты и фортепиано. М., Музыка, 2008.
- Григ Э. «На Родине» соч. 43 № 3 из «Лирических пьес» для фортепиано. Транскрипция для флейты и фортепиано. М., Музыка, 2008.
- Григ Э. «Халлинг» Соч. 38 № 4. из «Лирических пьес» для фортепиано. Транскрипция для флейты и фортепиано. М., Музыка, 2008.
- Григ Э. «Вальс» из «Лирических пьес» для фортепиано соч. 38 № 7. Транскрипция для флейты и фортепиано. М., Музыка, 2008.
- Григ Э. «Танец эльфов» соч. 12 № 4 из «Лирических пьес» для фортепиано. Транскрипция для флейты и фортепиано. М., Музыка, 2008.

## Концертная деятельность
Т. Г. Смирнова успешно совмещала композиторское творчество с исполнительской деятельностью, регулярно проводила авторские концерты в Москве, по всей России и за рубежом (Чехословакия, Швеция, Югославия, Германия, Италия, Япония). В репертуар пианистки вошли произведения И. С. Баха, Д. Скарлатти, В. А. Моцарта, Й. Гайдна, Л. ван Бетховена, Ф. Шуберта, Р. Шумана, Й. Брамса, Ф. Шопена, Э. Грига, К. Дебюсси, А. Дворжака, С. Франка, М. Равеля, А. Скрябина, С. Рахманинова, С. Прокофьева, Б. Бартока, П. Хиндемита, Д. Шостаковича, Г. Свиридова, Е. Голубева, Д. Деспича и др. Сохранились фондовые записи Т. Смирновой с исполнением классических и собственных сочинений.
(Из-за конкурсных интриг на международном конкурсе им. Р.Шумана (Германия, 1963),Татьяна Смирнова получила только международный диплом, так как председатель жюри Дмитрий Башкиров выставил на этот конкурс первую свою ученицу Нелли Акопян-Тамарина и всё было сделано, чтобы Татьяна Смирнова не прошла на 3 тур. Тем не менее вручив диплом международного конкурса участнику, который не прошёл на 3 тур, что является исключением. Со стороны ГДР было направленно письмо в министерство культуры СССР с требованием пересмотреть итоги конкурса, но этому документу не дали ход и только через много лет министерский работник об этом рассказал Татьяне Смирновой).
(Большой вред в популяризации творчества композитора и пианистки Татьяны Георгиевны Смирновой нанесли органы КГБ, которые перекрыли почти все возможности выезда за границу с концертами и даже по стране после отказа в сотрудничестве.)

## Музыкально-общественная деятельность
На протяжении сорока лет (1969—2009) Т. Г. Смирнова была художественным руководителем, автором, ведущим и исполнителем музыкально-литературных программ Клуба искусств, проводимых с названиями «Юные ленинцы», «Вдохновение», а затем «Сезоны Татьяны Смирновой» в Московском Доме композиторов. Огромная просветительская деятельность Клуба, рассчитанного на широкую аудиторию, и нетрадиционные формы его работы сделали Дом композиторов ещё более привлекательным для любителей музыки, поэзии и живописи. В программах Клуба были осуществлены десятки тематических циклов, в которых принимали участие выдающиеся композиторы, музыканты-исполнители, поэты и художники (Иван Петров/Краузе, Виктория Иванова, Рудольф Керер, Татьяна Николаева, Андрей Корсаков, Галина Писаренко, Валентина Левко, Алла Соленкова, Людмила Белобрагина, Виктор Параскева и многие другие, а также камерные ансамбли «Барокко», «Концертино», оркестры и хоровые коллективы). Постоянной рубрикой Клуба искусств стали «Золотые страницы русской поэзии» в исполнении артистов Рогволда Суховерко, Леонида Зверинцева, Андрея Гетмана. Создана сеть музыкальных клубов по стране (Саратов, 1970; Ярославль, 1974; Симферополь, 1975; Пермь, 1976).
Много лет Т. Г. Смирнова проводила музыкальные радиопередачи на радиостанциях «Маяк», «Радио России», «Орфей», «Народное радио», «РТВ Подмосковье», работала в жюри международных и российских конкурсов исполнителей и композиторов, регулярно участвовала как автор и исполнитель в российских и зарубежных фестивалях: «Московская осень», «Душа Японии», «Вселенная звука», «Времен связующая нить», «Клавирабенд композитора», «Музыка друзей» Москва, Фестиваль русской музыки в Японии,Токио, Саппоро (1980), «Русско — японский музыкальный мост»,Япония,Такасаки, (2017 г.) «Композиторы — детям»; международных музыкальных фестивалях в Римини (1976), Берлине (Германия, 1979), «Мокранчи Дани» Неготин (Югославия, 1980, 1989—1991), «Шведская музыкальная весна» Стокгольм (Швеция, 1987).

## Педагогическая деятельность
На протяжении жизни Т. Г. Смирнова регулярно занималась педагогической деятельностью, в том числе преподавала фортепиано в ДМШ имени Г. Ф. Генделя и МГИК, много времени уделяла подготовке молодых пианистов к участию в международных конкурсах. Профессор кафедры концертмейстерского искусства Московской консерватории, она воспитала плеяду музыкантов, среди которых Юджи Китано (Япония), Ю Джон Ли (Республика Корея), П. Беспалько, Д. Красинский, Ал. Гитман, Н.Курдюмов (Россия), Х. Иноуэ (Япония) и другие.
Татьяна Смирнова — автор научных публикаций, участник международных конференций и симпозиумов по вопросам музыкального образования и творчества. Регулярно проводила мастер-классы и семинары в ВУЗах, училищах и музыкальных школах Москвы и Подмосковья (Электросталь, Дубна, Жуковский), Санкт-Петербурге, Киеве, Львове, Симферополе, Сочи, Ялте, Анапе, Северодонецке, Саратове, Самаре, Рязани, Владимире, Перми, Якутске, Уфе, Рогачёве (Белоруссия), Пицунде (Абхазия) и др. Итогом большой педагогической работы стало создание «Русской школы игры на фортепиано» (М., «Кудесники»,1998), основанной на подлинных народных и авторских интонациях, в которой особое внимание уделено таким сложным проблемам пианизма, как звукоизвлечение, выразительность интонирования, фразировка, артикуляция и т. д.

## Награды и звания
- Дипломант Международного конкурса пианистов им. Р. Шумана (Германия, 1963).
- Заслуженный деятель искусств РСФСР (1987).
- Лауреат Всесоюзных конкурсов композиторов: 1963, I и II премия за создание произведений для оркестровых инструментов; 1970, I премия в разделе «хоровая музыка» за создание произведения на патриотическую тему.
- Лауреат Международного конкурса издательства Leduc (Франция, 1986) за цикл пьес для флейты и фортепиано.
- Кавалер ордена Дружбы (2002).
- Награждена знаком «Житель блокадного города», медалями — «В память 300-летия Санкт-Петербурга», "В честь 60-летия полного освобождения Ленинграда от фашистской блокады", «60 лет Победы в Великой Отечественной войне 1941—1945»; многократно награждалась Почётными грамотами Союза композиторов Москвы, России, СССР, Министерства культуры СССР, Общества «Знание», «Московского музыкального общества».

## Музыканты о Т. Г. Смирновой
«Авторский поиск, концентрированный и целенаправленный, образная точность и звуковая конкретность музыкально-поэтических воплощений — таков творческий почерк композитора Татьяны Смирновой» (Евгений Голубев).
«Трио „Серенада весне“ для гобоя, виолончели и фортепиано — концертное сочинение, богатое красками, ярко национально, в котором воспевается природа и человек в их неразрывном единстве» (Борис Чайковский).
«Татьяна Смирнова — крайне неординарный композитор, в том числе и в почти народных интонациях её „Серенады весне“, так органично и ярко подчеркнутых» (Ханс Вольф — Стокгольм).
«Афористичность высказывания, чистота линий, прозрачность и хрупкость фактуры присущи „Японским акварелям“ — циклу пьес для камерного ансамбля, созданных композитором Татьяной Смирновой» (Эдисон Денисов).
«В концерте для флейты, струнных и клавесина Татьяны Смирновой ярко проявляется изобретательность в применении вариационных принципов развития, столь свойственных русской традиции» (Александр Пирумов).
«Опера-действо „Северный сказ“ Татьяны Смирновой — несомненная удача композитора. Напряженная драматургия, яркие запоминающиеся образы, интересные хоровые сцены. Думается, что это — значительный шаг к созданию фольклорного оперного театра» (Сергей Колобков).
«Народная опера-действо „Северный сказ“ Татьяны Смирновой открывает иные пути жанра. Это полнокровное оперное полотно, в основе которого лежит высокое художественное претворение подлинно народной певческой традиции» (Нина Мешко).
Произведения Т. Г. Смирновой исполняли такие музыканты, как дирижёры Б. Ананьин, Л. Аршавская, Д. Берк (США), В. Богорад, Б. Ворон, Г. Галкин, И. Громов, А. Данильченко, Т. Дмитриева, И. Жуков, И. Журавленко, Ф. Кадена, Н. Калинин, Э. Класс, С. Коган, А. Кожевников, С. Колобков, В. Контарев, Л. Конторович, Н. Михайлов, К. Орбелян, В. Понькин, В. Попов, Г. Проваторов, Е. Растворова, А. Свешников, В. Сёмкин, Ю. Серебряков, В. Синайский, С. Скрипка, М. Славкин, В. Солодахин, Е. Туманова и др.; солисты А. Корнеев, А. Голышев, Е. Шклянко, В. Пономарёв, Э. Пашкевич-Должикова, С. Игрунов, Р. Такасаки, А. Дайсуке [Япония], А. Зверева — флейта; Ан. Любимов, И. Зобков, А. Рязанов, Д. Котенок — гобой, Альвина Максимова(Веселко); В. Попов — фагот; Ю. Усов, В. Ангеловский, В. Лаврик, Н. Токарев — труба; А. Маркович — туба; И. Дыма (саксофон); Ю. Лев [Япония], Н. Курдюмов, И. Соколов,О.Зайцева (Шамак) — фортепиано; Т. Калашникова, А. Максимова — орган; В. Малинин, З. Шихмурзаева, С. Королёв — скрипка; Д. Григорян, Н. Солонович, А. Загоринский, М. Курицкий, М. Золотаренко, В. Козодов,Ж.Абдигали, Л. Гульчин [Япония] — виолончель;А.Горбенко, А. Башкиров, Г. Кротенко, Я. Лобов — контрабас; М. Агазарян, Н. Гвамичава, Н. Яхонт,А.Алфёрова, Г. Баркова — арфа; С. Данильян, В. Круглов, Л. Нуриева — домра; А. Усков — гусли; Н. Исакова, Л. Белобрагина, В. Параскева, Т. Виноградова, Э. Горелова, Н. Поставничева, А. Соболева, М. Ковалевская, В. Мицутани-Панченко [Япония], Е. Золотова, А. Наумов — вокал; А. Гетман (художественное слово), и др.; Камерные ансамбли «Барокко», «Концертино», «Сказ», ансамбль современной музыки «2 Е-2 М» (Париж), Духовой квинтет Эстонского радио, Трио филармонии города Стокгольма.

## Литература

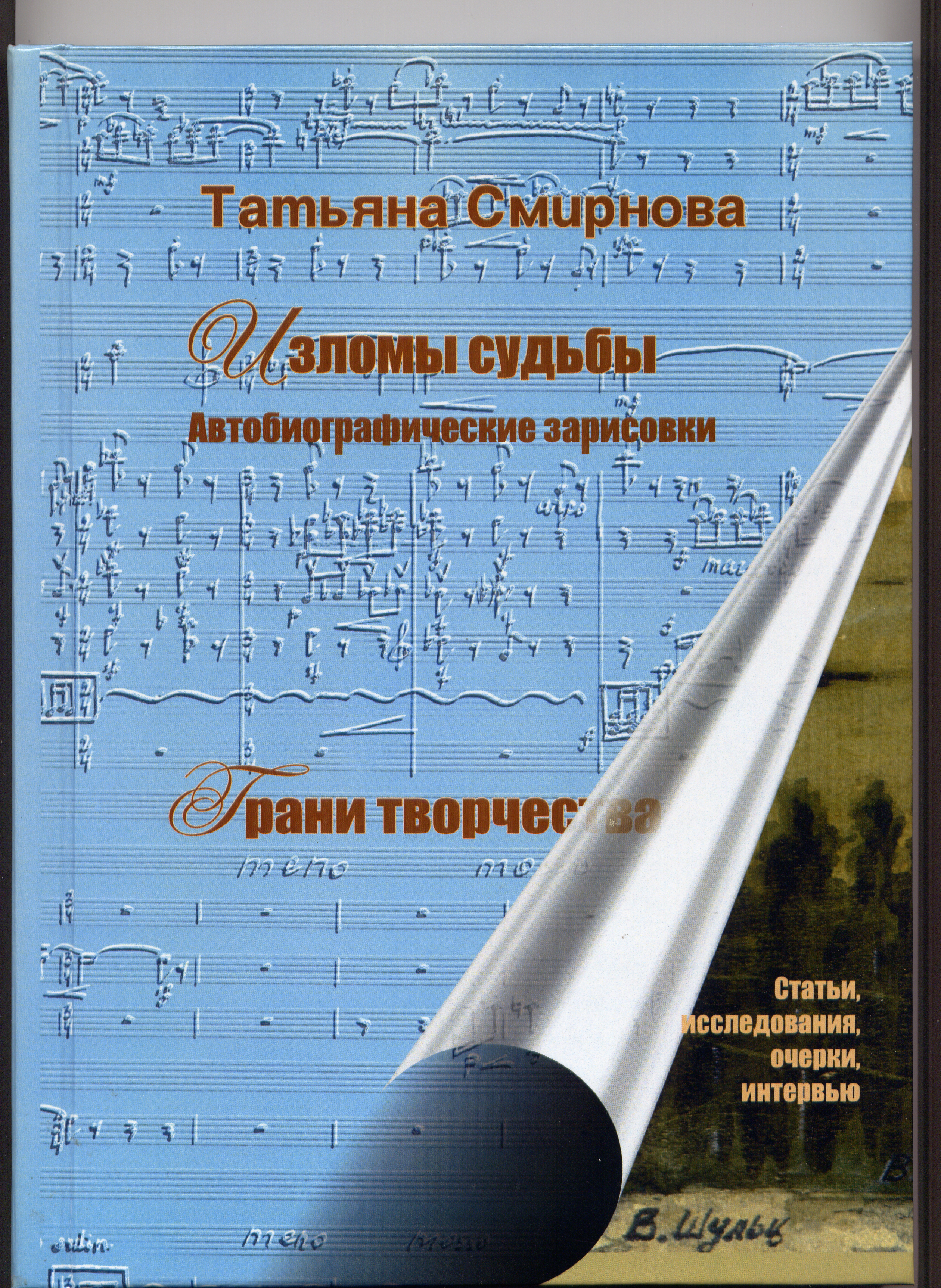
Смирнова Т. Изломы судьбы. Грани творчества

## Дискография
Диск № 1 «Серенада Весне»
1. «Adagio» (памяти Д. Д. Шостаковича) для струнного оркестра. Государственный камерный оркестр России. Дирижёр К. Орбелян;
2. «Наигрыши», соната для гобоя и фортепиано Александр Рязанов (гобой) и автор (фортепиано);
3. «Шиповник цветёт», вокальный цикл на стихи А. Ахматовой. Л. Белобрагина (сопрано) и автор (фортепиано);
4. «Серенада весне», трио для гобоя, виолончели и фортепиано. А. Любимов (гобой), Д. Григорян (виолончель), и автор (фортепиано);
5. «Японские акварели», сюита для скрипки, флейты, гобоя, виолончели и клавесина. Ансамбль «Концертино»;
6. «Соната-баллада» для трубы и фортепиано Ю. Усов (труба) и автор (фортепиано);
7. «Багатели» для флейты и фортепиано. Е. Шклянко (флейта) и автор (фортепиано);
8. Концерт для флейты, струнных и клавесина. А. Поплавский (флейта), Симфонический оркестр Латвии.
Дирижёр В. Синайский. М., 1998.Фирма Грамзапись
Диск № 2 «Романтические послания»
1. «Дивертисмент» для гобоя, виолончели и фортепиано ор. 62 № 2;
2. «Романтические послания» (С.Рахманинову, В. А. Моцарту, Ант. Дворжаку) для виолончели и арфы ор. 91;
3. «В весеннюю ночь» картина для трёх флейт и треугольника ор. 89 № 1;
4. «На родине Сергея Есенина» для квартета русских народных инструментов ор. 53 № 1;
5. «Суздальские картинки» для фортепиано в 5 частях ор. 13;
6. «Концерт-симфония» для виолончели и камерного оркестра ор. 65;
Т. Смирнова (фортепиано), Н. Солонович (виолончель), Н. Гвамичава (арфа), Д. Котенок (гобой), Л. Сурикова (флейта), С. Игрунов (флейта), Е. Шклянко (флейта), Квартет русских народных инструментов «Сказ», Камерный оркестр «Амадеус». Дирижёр Ф. Кадена. М., 2010.Московская консерватория
Диск № 3 «Несказанное, синее, нежное…»
Музыкально-поэтические картины. Стихи С. Есенина, О. Хайяма, народные тексты.
1. На родине Сергея Есенина, для ансамбля русских народных инструментов;
2. Шесть картин из русской поэзии для голоса и оркестра русских народных инструментов на народные тексты, соч. 12;
3. Чёрный человек, музыкальная версия одноимённой поэмы С. Есенина для чтеца, гобоя, контрабаса и фортепиано, соч. 82;
4. Скоморохи, концертино для домры с оркестром, соч. 18 № 3;
5. Гой ты, Русь, моя родная. С. Есенин;
6. Русь колокольная, цикл пьес для фортепиано, соч. 13;
7. Персидские мотивы, цикл арабесок для чтеца, флейты, виолончели и арфы. Стихи Омара Хайяма и Сергея Есенина, соч. 94.
Квартет «Сказ», Оркестр русских народных инструментов Всесоюзного радио, дирижёр И. Лапиньш, Н. Исакова (меццо-сопрано), А. Гетман (чтец), Д. Тарасов (гобой), А. Башкиров (контрабас), Т. Смирнова (фортепиано), Молодёжный оркестр русских народных инструментов, дирижёр Н. Калинин, С. Данильян (домра), Е. Шклянко (флейта), М. Золотаренко (виолончель), Н. Яхонт (арфа). М., 2012.Фирма «Русский диск»